# 1969 à la télévision
| Années de la télévision : 1966 - 1967 - 1968 - 1969 - 1970 - 1971 - 1972    |
| Décennies de la télévision : 1930 - 1940 - 1950 - 1960 - 1970 - 1980 - 1990 |

Cet article présente les faits marquants de l'année 1969 à la télévision.

## Évènements
Diffusion de séquences de la mission Apollo 11 en direct depuis la lune sur les télévisions du monde entier. Commentaires par Jean-Pierre Chapel et Michel Anfrol.

## Émissions

### France
- 1er janvier : Dernière de l'émission Le Théâtre de la jeunesse sur première chaîne de l'ORTF.
- 20 janvier : Première de l'émission Les Animaux du Monde sur la deuxième chaîne de l'ORTF.
- 24 avril : Première de l'émission Le Francophonissime sur la première chaîne de l'ORTF, et amorce de la carrière de Jacques Capelovici à la télévision.
- 26 juin : Dernière de l'émission Ohé jeudi ! sur la première chaîne de l'ORTF.
- 10 juillet : Première de l'émission Alain Decaux raconte sur la deuxième chaîne de l'ORTF.
- 29 septembre : Première de l'émission Le Schmilblic sur la première chaîne de l'ORTF.
- 2 novembre : 
  - Dernière diffusion de Télé-Soir sur la première chaîne de l'ORTF.
  - Dernière diffusion de 24 heures actualités sur la deuxième chaîne de l'ORTF.
- 3 novembre : 
  - Première de l'émission Information Première sur la première chaîne de l'ORTF.
  - Première de l'émission 24 heures sur la Deux sur la deuxième chaîne de l'ORTF.
- 13 décembre : Dernière de l'émission de En votre âme et conscience sur la première chaîne de l'ORTF.

## Séries télévisées

### France
- 27 février : diffusion du premier épisode de Aglaé et Sidonie sur la première chaîne de l'ORTF.
- 3 juillet : Début de la diffusion de la série américaine Les Fous du volant sur la deuxième chaîne de l'ORTF.

### Royaume-Uni
- 5 octobre : diffusion du premier épisode du Monty Python's Flying Circus sur BBC1.

### Suède
- Diffusion de Fifi Brindacier

## Principales naissances
- 6 janvier : Norman Reedus, acteur et mannequin américain.
- 28 janvier : Kathryn Morris, actrice américaine.
- 15 mars : Kim Raver, actrice et productrice américaine.
- 27 mars : Pauley Perrette, actrice américaine.
- 10 mai : Judson Mills, acteur américain.
- 13 mai : Nikos Aliagas, animateur franco-grec
- 16 mai : 
  - Tucker Carlson, éditorialiste et animateur de télévision américain.
  - David Boreanaz, acteur et réalisateur.
- 5 juillet : Marc-Olivier Fogiel, journaliste, animateur et producteur français.
- 13 juillet : Christine Kelly, journaliste de télévision et écrivain française.
- 27 juillet : Julian Mc Mahon, acteur américain.
- 9 août : Gillian Anderson, actrice américaine.
- 30 août : 
  - Valérie Bénaïm, journaliste, animatrice de radio, animatrice de télévision chroniqueuse et auteur français.
  - Laurent Delahousse, journaliste, animateur de radio, animateur de télévision, et réalisateur documentaire français.
- 9 octobre : Laurent Mariotte, animateur de télévision, de radio et chroniqueur culinaire français.
- 18 octobre : Pascal Soetens, animateur de télévision français.
- 17 décembre : Laurie Holden, actrice, productrice américaine et canadienne.
- 18 décembre : Alexia Laroche-Joubert, animatrice et productrice de télévision française.

## Principaux décès
- 2 février : Boris Karloff, acteur britannique (° 23 novembre 1887).
- 5 juillet : Ben Alexander, acteur américain (° 26 mai 1911).
- 8 octobre : Eduardo Ciannelli, acteur et chanteur italien (° 30 août 1888).